# 由良川

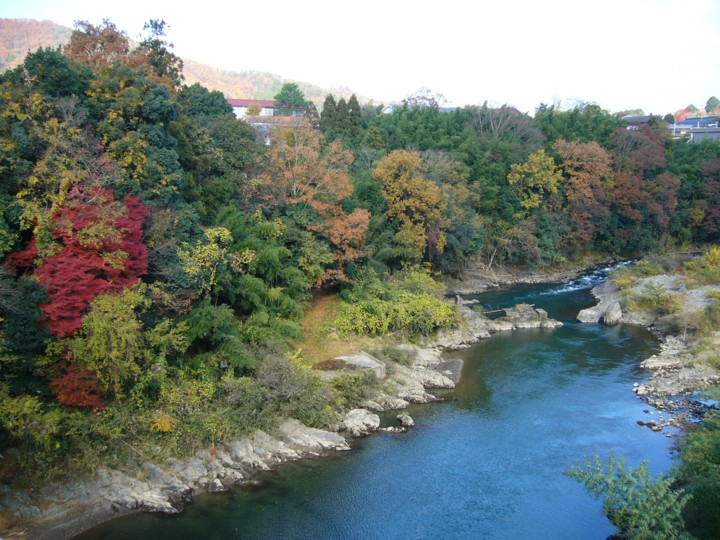
中流部 綾部市山家付近

由良川（ゆらがわ）は、京都府北部を流れる一級水系の本流。アユの漁場としても知られている。
川の名前の由来は不明であるが、「由良」という地名は風が砂をゆり上げてできた地の意であるという。

## 地理
京都府、滋賀県、福井県の府県境にあたる丹波高地の三国岳（標高775.9m）の西に所在する杉尾峠に源を発し、京都大学芦生研究林から南丹市を西流。途中綾部市などを流れ、福知山市で徐々に北東へと流れを転じ、舞鶴市と宮津市の境界をなして若狭湾に注ぐ。
兵庫県丹波市からの支流である黒井川の水源は同市氷上町石生にある。黒井川と加古川水系・高谷川との分水嶺は標高94.5メートルで、太平洋側と日本海側を分かつ本州中央分水嶺の最低点をなす。そこには「水分れ公園（みわかれこうえん）」が整備されている。
河口の宮津市由良は、かつては由良川水運の港として栄え、森鷗外の『山椒大夫』の舞台のモデルになったと言われる。河口近くで京都丹後鉄道宮舞線が渡る。河口の両側は神崎海水浴場、丹後由良海水浴場があり、夏には大勢の人出で賑わう。また、小倉百人一首では小式部内侍の『大江山いく野の道の遠ければ まだふみもみず天橋立』に加え曽禰好忠の『由良のとを 渡る舟人 かぢをたえ
ゆくへも知らぬ 恋の道かな』の歌でも知られる名所である。

## 災害史
- 1930年（昭和5年）7月31日 - 台風接近に伴い氾濫、堤防決壊が発生[3]
- 2004年（平成16年）10月20日 - 平成16年台風第23号
- 2013年（平成25年）9月16日 - 平成25年台風第18号

## 流域のダム

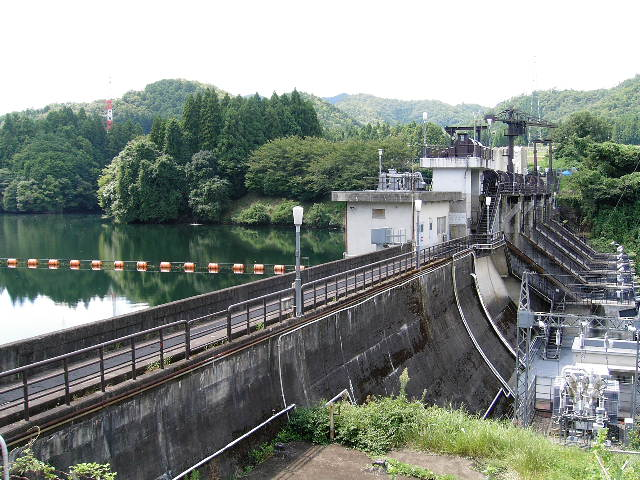
和知ダム

### 大野ダム
大野ダムのダム湖は虹の湖とも呼ばれダム湖百選に選定されている。
- 大野ダムさくら祭り

地元住民により植樹された1000本の桜が4月上旬、見ごろになる。その頃開催されるお祭り。多数の出し物、出店がある。南丹市美山地区で採れた特産品等の露店が人気を集める。また桜のライトアップも実施される。
- 大野ダムもみじ祭り

地元住民により植樹された500本ものもみじが、気温が急激に下がる11月頃、大野ダム公園周辺で紅葉を始める。その頃開催されるお祭り。南丹市美山地区で採れた特産品の露店販売や地元特産品販売・おふくろの鍋等が人気を集める。
- バスフィッシング

古くからバスフィッシングで有名。貸しボート店が完備されているため、来訪者も多い。良型が多数上がるのは古くから有名。過去に大学釣り選手権大会のルアーフィッシング・フライフィッシング競技会場となったこともある。

### 畑川ダム
畑川ダムは京都府が平成16年の第23号台風での水害対策として京丹波町に建設したダムで、京丹波町の渇水対策もかねる。平成24年度竣工。

### 和知ダム
和知ダムは和知町小畑に関西電力が造った発電用ダム、出力5700kW。重力式コンクリートダム、1968年（昭和43年）竣工。

### 戸奈瀬ダム
戸奈瀬ダムは綾部市戸奈瀬町に在る、由良川ダムとも言われる。1924年（大正13年）竣工で、現在は関西電力の発電用ダム（出力4900kW）として管理している。

## 流域の自治体

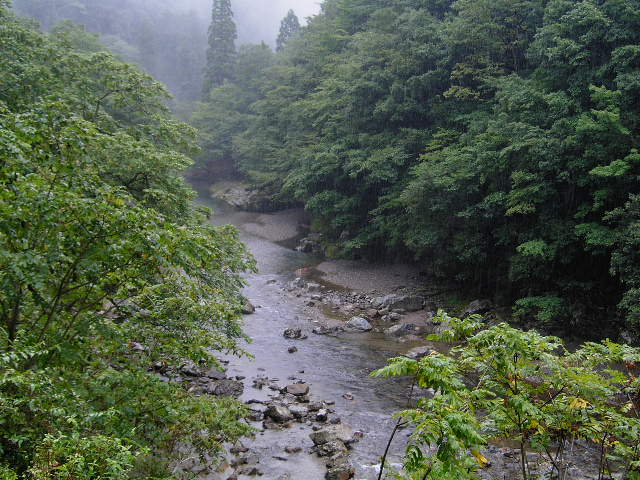
源流域の唐戸渓谷（南丹市）

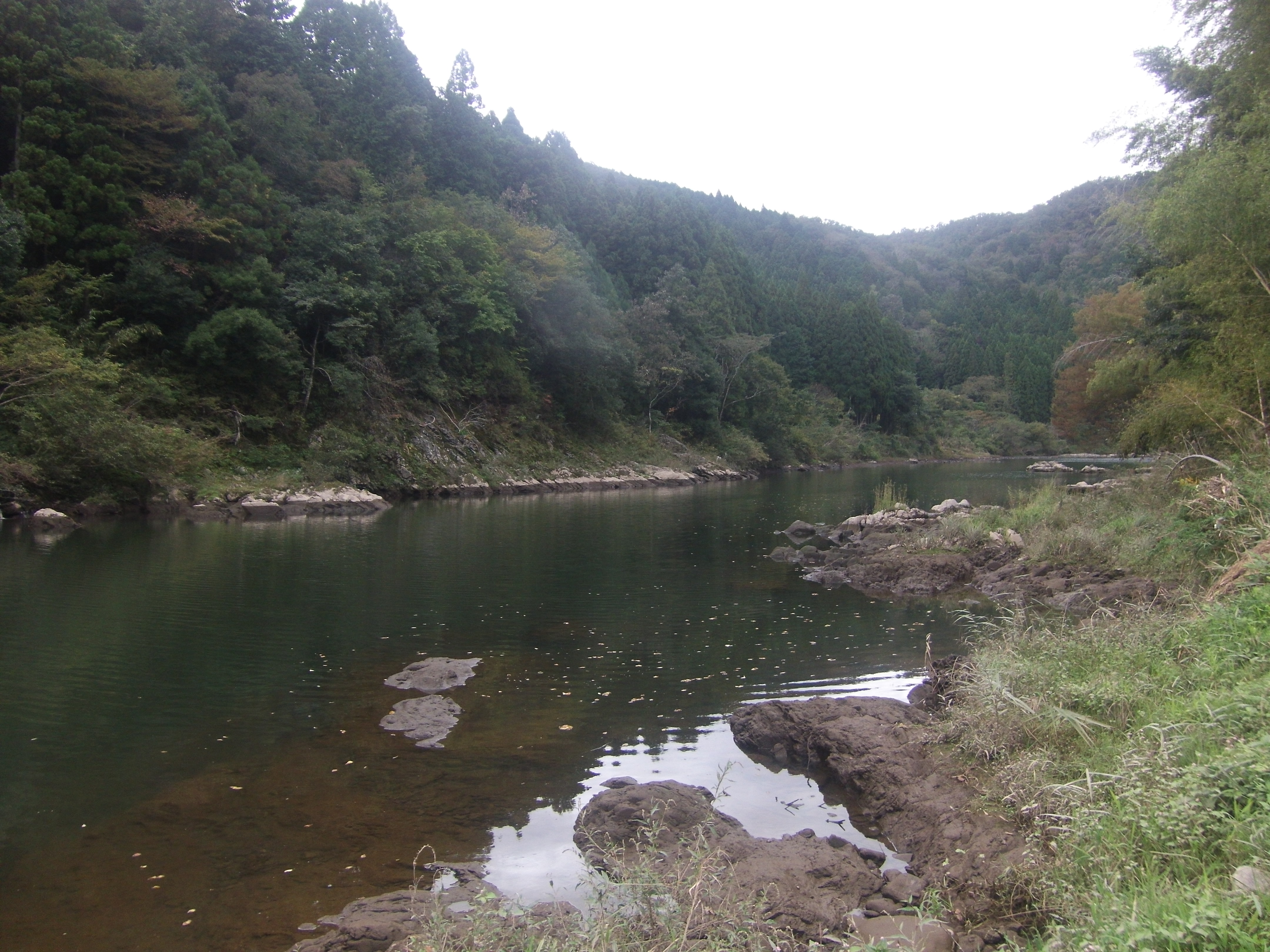
京丹波町内の流れ

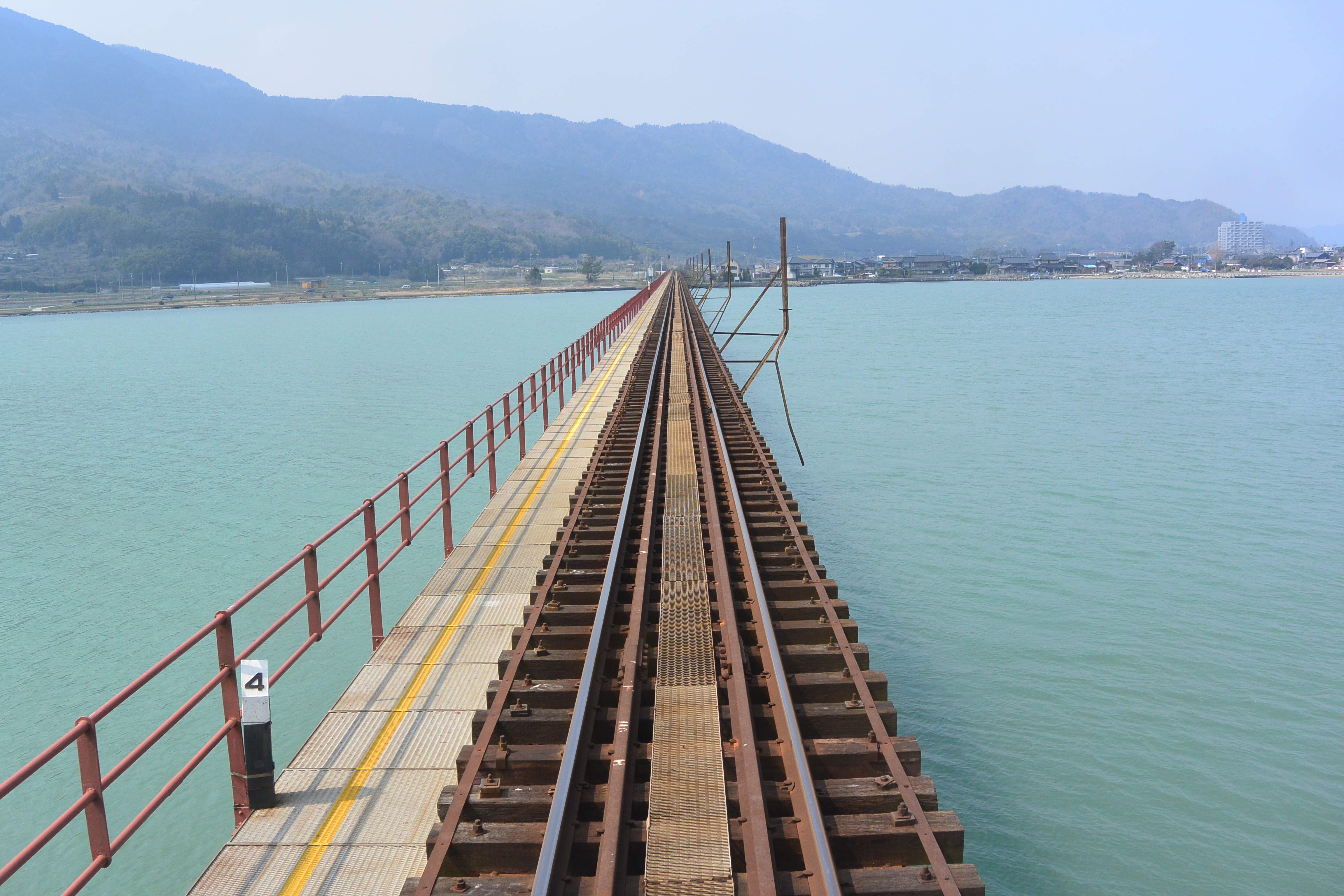
河口付近の広い川幅を渡る北近畿タンゴ鉄道の列車から見た景色

京都府
南丹市、船井郡京丹波町、綾部市、福知山市、舞鶴市、宮津市
兵庫県
丹波篠山市、丹波市

## 主な支流
（市町村名は主な流域）
- 枢倉谷川（南丹市）
- 佐々里川（南丹市）
- 知見谷川（南丹市）
- 深見川（南丹市）
- 原川（南丹市）
- 棚野川（南丹市）
- 川谷川（南丹市）
- 上和知川（京丹波町）
- 高屋川（京丹波町）
- 上林川（綾部市）
- 八田川（綾部市）
- 犀川（綾部市）
- 土師川（福知山市） - 竹田川（黒井川を含む支流。兵庫県丹波市）
- 和久川（福知山市）
- 牧川（福知山市）
- 宮川（福知山市）
- 桧川（舞鶴市）
- 岡田川（舞鶴市）

## 主な橋梁
- 由良川橋梁（舞鶴市・宮津市）
- 八雲橋（舞鶴市）
- 大川橋（舞鶴市）
- 岡田下橋（舞鶴市）
- 由良川橋（舞鶴市）
- 舞鶴由良川大橋（舞鶴市、京都縦貫自動車道）
- 有路下橋（福知山市）
- 大雲橋（福知山市）
- 新音無瀬橋（福知山市）
- 音無瀬橋（福知山市）
- 丹波大橋（綾部市）
- 新綾部大橋（綾部市）